# 清水马兰
清水马兰（学名：[Aster chingshuiensis] 错误：{{Lang}}：文本有斜体标记（帮助））为菊科紫菀属下的一个种。

## 扩展阅读
- 維基物種上的相關：清水马兰